# Topa de Sus
Topa de Sus – wieś w Rumunii, w okręgu Bihor, w gminie Dobrești. W 2011 roku liczyła 655 mieszkańców.